# Jasmína Houdek
Jasmína Houdek (* 31. května 1986) je významnou osobností v oblasti sebeobrany a boje proti sexualizovanému násilí v České republice. Je spoluzakladatelkou, CEO a instruktorkou československého projektu Moderní sebeobrana. Její iniciativa vychází z osobních zkušeností, kdy jako dívka byla znásilněna rodinným známým. Její přístup k sebeobraně klade důraz na psychologické aspekty, vyjednávání a stanovení osobních hranic, což se odráží i ve výuce v rámci projektu Moderní sebeobrana.
Jasmína Houdek je spoluautorkou knihy Moderní sebeobrana, která je zaměřena na využívání hlasu jako zbraně, obraně proti obtěžování v každodenních situacích, a předcházení násilí. Kniha byla přeložena a vydána i na Slovensku. Jako audiokniha získala druhé místo v anketě Audiokniha roku v kategorii cena posluchačů.
Jasmína Houdek je také aktivní v komunitním vzdělávání a osvětě o problematice násilí, a to prostřednictvím různých platforem, včetně přednášek, workshopů a výstupů v médiích. Její práce v oblasti sebeobrany je široce uznávána pro pozitivní dopad na komunity a jednotlivce, kteří se účastní jejích kurzů sebeobrany.
V průběhu své kariéry byla Jasmína Houdek oceněna několika prestižními oceněními. Je držitelkou ceny Františky Plamínkové v kategorii feministka roku za rok 2019. Dále v roce 2021 získala ocenění Moje Heroine od časopisu Heroine, což je uznání jejího významného příspěvku k feministickému hnutí a boji proti násilí ve společnosti. V roce 2022 byla také vybrána časopisem Marianne jako jedna z inspirativních žen roku, což zdůrazňuje její významnou roli v boji za ženská práva a bezpečnost.
V roce 2024 obdržela Stříbrnou medaili předsedy Senátu "za posilování sebevědomí druhých". Vyhrála také ocenění Impakt Awards v kategorii cena čtenářů.

## Ocenění
- Stříbrná medaile předsedy Senátu 2024[8]